# François Dezeuze
François Dezeuze (auch: Francés Deseuse; * 7. April 1871 in Montpellier; † 7. Januar 1949 ebenda) war ein französischer Journalist und Schriftsteller okzitanischer Sprache.

## Leben und Werk
François Dezeuze hatte in Montpellier eine Buchhandlung mit Druckerei und Verlag. Als Schriftsteller nannte er sich „L’Escoutaïre“ (Der Zuhörer) und schrieb in der okzitanischen Sprache seiner Nachbarn volkstümliche Erzählungen und Theaterstücke. Von 1892 bis 1933 gab er die Zeitschrift La Campana de Magalouna („Die Glocke von Maguelone“) heraus. Er gehörte zum Félibrige und förderte Max Rouquette. Seinen literarischen Samstags-Salon frequentierte Joseph Sébastien Pons.
Von 1930 bis zu seinem Tod hatte er den Sitz Nr. 14 in der 1706 gegründeten Académie des sciences et lettres de Montpellier inne. Er starb 1949 im Alter von 77 Jahren. Lafont/Anatole 1970 loben seine Prosa und sein Theater, weniger die Lyrik.
In Montpellier trägt eine Straße seinen Namen.

## Werke (Auswahl)
- St Guilhemle-Dézert, guide. Les gorges de l'Erau, le village, les environs, histoires, curiosités, légendes, folklore. Montpellier 1927. (unter dem Pseudonym L'Escoutaïre)
  - Saint-Guilhem-le-Désert il y a cent ans. Hrsg. Philippe Machetel. Éditions Guilhem, Saint-Guilhem-le-Désert 2017.
- Brancas d’éuse. Dezeuze, Montpellier 1929. (volkstümliche Erzählungen, zweisprachig)
- Saveurs et gaités du terroir montpelliérain. Papeterie-imprimerie. F. Dezeuze, Montpellier 1935. (Vorwort von Joseph-Sebastià Pons)
- Les "Boires" du Roi René. La femme muette et l'homme sourd. In: Théatre de tradition populaire. Hrsg. Jean Variot. Robert Laffont, Marseille 1942.
  - La Femo mudo e l'ome sourd, coumèdi en un ate. Groupamen d'estudi prouvençau, Saint-Rémy-de-Provence 1957. (ins Provenzalische übersetzt von Marcelle Drutel)
- Le Philosophe du Maset. Recueil de textes et dessins. Hrsg. Georges Dezeuze. Montpellier 1976.(mazet = Wochenendhäuschen)
  - Le philosophe du maset. Le Dauphin vert, Sète 2010.
- (mit Max Rouquette und Robert Lafont) Teatre d'oc al sègle 20. Hrsg. Philippe Gardy. Centre Régional de Documentation Pédagogique, Montpellier 1984.